# 奧迪肖山
84°42′S 174°54′E / 84.700°S 174.900°E
奧迪肖山（英語：Mount Odishaw）是南極洲的冰川，位於杜費克海岸，屬於休斯山脈的一部分，處於卡普蘭山西南面17公里，海拔高度3,965米，在1929年11月由美國探險家發現和拍攝照片。